# Ruta de Rhode Island 103
La Ruta de Rhode Island 103, y abreviada R.I. 103 (en inglés: Rhode Island Route 103) es una carretera estatal estadounidense ubicada en el estado de Rhode Island. La carretera inicia en el Oeste desde la  I 95     en East Providence hacia el Este en la  Ruta 103     en Swansea. La carretera tiene una longitud de 18,2 km (11.3 mi).

## Mantenimiento
Al igual que las autopistas interestatales, y las rutas federales y el resto de carreteras estatales, la Ruta de Rhode Island 103 es administrada y mantenida por el Departamento de Transporte de Rhode Island por sus siglas en inglés RIDOT.

## Cruces
La Ruta de Rhode Island 103 es atravesada principalmente por la  Ruta 114     en Barrington.